# Benjamin Zephaniah
Benjamin Obadiah Iqbal Zephaniah (Birmingham, 15 aprile 1958 – 7 dicembre 2023) è stato uno scrittore, poeta, cantante e religioso britannico.
Era una figura ben conosciuta nella letteratura contemporanea inglese, ed è stato incluso nel 2008 dal Times nella lista dei maggiori 50 scrittori britannici post-bellici.

## Biografia
Zephaniah nacque a Birmingham nel 1958. Figlio di un postino originario delle Barbados e di un'infermiera giamaicana, dislessico, lasciò prematuramente la scuola all'età di 14 anni per le difficoltà a leggere e scrivere. La sua prima esibizione avvenne a dieci anni; all'età di 15 anni la sua poesia era già conosciuta dalla comunità afro-caraibica di Handsworth. Più tardi, ricevette una condanna per furto con scasso, passando un breve periodo in prigione. All'età di 22 anni si trasferì a Londra in cerca di fortuna.
Divenne membro di una cooperativa di lavoratori, permettendogli di pubblicare il suo primo libro di poesia Pen Rhythm nel 1980. Il libro ebbe tre ristampe. Il suo obiettivo era quello di combattere l'immagine stantia della poesia trasmessa dal mondo accademico, cercando di "portarla ovunque", soprattutto alle persone che normalmente non leggono libri. Decise quindi di mutarne la fruizione, creando esibizioni stile concerto. Seguirono le raccolte di poesie The Dread Affair: Collected Poems (1985), Rasta Time in Palestine (1990), Too Black, Too Strong (2001) e We Are Britain! (2002).
L'album Rasta, al quale parteciparono The Wailers nel loro primo lavoro in studio dopo la morte di Bob Marley, così come il tributo a Nelson Mandela, gli fecero guadagnare prestigio internazionale. Grazie al successo di questo album, nel 1996, Mandela richiese che il Two Nations Concert alla Royal Albert Hall fosse tenuto da Zephaniah. Benjamin Zephaniah è diventato un autore molto popolare di poesie per bambini con la sua raccolta di poesie Talking Turkeys, che ebbe la prima ristampa dopo appena sei settimane dalla prima pubblicazione (1999). Sempre nel 1999, scrisse il romanzo per adolescenti Face, che ebbe un notevole successo.
Nel novembre 2003, Zephaniah scrisse al The Guardian di aver rifiutato il riconoscimento dell'OBE dalla regina Elisabetta II poiché quel premio gli ricordava "come le mie ave furono violentate e i miei avi schiavizzati". Vegano sin da ragazzo per ragioni etiche, collaborò con i movimenti per i diritti animali e scrisse un libretto di "poesie vegane" (The Little Book of Vegan Poems, 2001).
È morto il 7 dicembre 2023 all'età di 65 anni; gli era stato diagnosticato un  tumore al cervello solo due mesi prima.

## Libri

### Poesie
- Pen Rhythm (1980)
- The Dread Affair: Collected Poems (1985) Arena
- City Psalms (1992) Bloodaxe Books
- Inna Liverpool (1992) AK Press
- Talking Turkeys (1995) Puffin Books
- Propa Propaganda (1996) Bloodaxe Books
- Funky Chickens (1997) Puffin
- School's Out: Poems Not for School (1997) AK Press
- Funky Turkeys (Audiobook) (1999) AB
- White Comedy (Unknown)
- Wicked World! (2000) Puffin
- Too Black, Too Strong (2001) Bloodaxe Books
- The Little Book of Vegan Poems (2001) AK Press
- Reggae Head (Audiobook) 57 Productions
- De Rong Song
- Dis poetry

### Romanzi
- Face (1999) Bloomsbury
- Refugee Boy (2001) Bloomsbury
- Gangsta Rap (2004) Bloomsbury
- Teacher's Dead (2007) Bloomsbury
- Dartnell (2009) Bloomsbury
- Pingu (2002) Penguin

### Libri per l'infanzia
- We are Britain (2002) Frances Lincoln
- Primary Rhyming Dictionary (2004) Chambers Harrap
- J is for Jamaica (2006) Frances Lincoln

## Discografia

### Album
- Rasta (1982) Upright (reissued 1989) Workers Playtime[8]
- Us An Dem (1990) Island
- Back to Roots (1995) Acid Jazz
- Belly of De Beast (1996) Ariwa
- Naked (2005) One Little Indian
- Naked & Mixed-Up (2006) One Little Indian (Benjamin Zephaniah Vs. Rodney-P)

### Singoli, EP
- Dub Ranting EP (1982) Radical Wallpaper
- "Big Boys Don't Make Girls Cry" 12-inch single (1984) Upright
- "Free South Africa" (1986)
- "Crisis" 12-inch single (1992) Workers Playtime
- "Empire" (1995) Bomb the Bass with Zephaniah & Sinéad O'Connor

## Televisione
- Peaky Blinders (2013-2022)

## Doppiatori italiani
- Roberto Draghetti in Peaky Blinders